# Walter Knaller
Walter Knaller (* 24. Oktober 1957 in Waiern, Feldkirchen in Kärnten) ist ein ehemaliger österreichischer Fußballspieler auf der Position eines Stürmers und betreute den Nachwuchs bei Rapid Wien.

## Karriere als Spieler
Von 1980 bis 1990 war Knaller in der österreichischen Bundesliga für den Admira Wacker Mödling aktiv, von dem er zum FC Linz wechselte. 1992 spielte er beim VfB Mödling.

## Wechsel ins Traineramt
Knaller begann seine Trainerkarriere beim FC Admira Wacker. Im Juli 1993 wechselte er zum FC Linz. Doch nach nur einem Jahr wechselte er wieder zum FC Admira Wacker. Im November 1997 wechselte er zum SK Austria Klagenfurt. Mit den Klagenfurtern schaffte er den Aufstieg in die damalige 2. Division der Bundesliga. Im Jänner 2002 war er wieder als Trainer bei FC Admira Wacker Mödling tätig. Im April 2008 wurde er zum Sportlichen Leiter bei der AKA Trenkwalder Admira.
Von 19. September 2013 bis 6. April 2015 war Walter Knaller Cheftrainer des FC Admira Wacker Mödling. Nach der einvernehmlichen Trennung von der Admira ging er als Nachwuchstrainer zu Rapid Wien. 2021 wurde der Nachwuchstrainer bei der FC Admira Wacker Mödling.

## Privat
Seine Brüder Werner (1956–2020), Bernhard (* 1960), Wolfgang (* 1961), Erich (* 1964) und Hermann (* 1965) waren ebenfalls als Fußballspieler und teilweise auch als -trainer tätig. Bis auf Hermann brachten es alle seine Brüder im Laufe ihrer Karrieren zu Profieinsätzen; Hermann war zumindest auf höchster Amateurebene aktiv.
Sein Sohn Christoph (* 1980) war ebenfalls ein Profifußballspieler und ist heute unter anderem als Fußballtrainer tätig.
Marco (* 1987) und Stefan Knaller (* 1988), die Söhne seines Bruders Wolfgang, sind bzw. waren ebenfalls im Fußballsport aktiv. Während der ältere der beiden Brüder zahlreiche Profistationen im In- und Ausland vermelden konnte, brachte es der jüngere der beiden Brüder nicht über den Amateurbereich hinaus. Letztgenannter ist heute (Stand: Dezember 2023) Athletiktrainer der zweiten Mannschaft des SK Rapid Wien.

## Erfolge
- Sieg ÖFB-Supercup 1989/90